# 成山縣
成山县是越南广南省下辖的一个县。

## 地理
成山县位于安南山脉余脉向沿海平原的过渡带上，西接三岐市、富宁县和北茶眉县，南接广义省茶蓬县和平山县，东北临南海。有泰春湖、同仁湖等湖泊。

## 历史
1983年12月3日，三岐县以三春社、三进社、三茶社、三山社、三英社、三合社、三和社、三义社、三美社、三光社、三江社、三海社和成山市镇1市镇12社析置成山县。
1994年8月29日，三春社分设为三春一社和三春二社。
后来，增设三盛社。
1996年11月6日，广南-岘港省分设为广南省和直辖岘港市；成山县划归广南省管辖。
2005年7月7日，三美社分设为三美东社和三美西社，三英社分设为三英北社和三英南社。

## 行政区划
成山县下辖1市镇16社，县莅成山市镇。
- 成山市镇（Thị trấn Núi Thành）
- 三春一社（Xã Tam Xuân 1）
- 三春二社（Xã Tam Xuân 2）
- 三进社（Xã Tam Tiến）
- 三山社（Xã Tam Sơn）
- 三盛社（Xã Tam Thạnh）
- 三英北社（Xã Tam Anh Bắc）
- 三英南社（Xã Tam Anh Nam）
- 三和社（Xã Tam Hòa）
- 三协社（Xã Tam Hiệp）
- 三海社（Xã Tam Hải）
- 三江社（Xã Tam Giang）
- 三光社（Xã Tam Quang）
- 三义社（Xã Tam Nghĩa）
- 三美东社（Xã Tam Mỹ Đông）
- 三美西社（Xã Tam Mỹ Tây）
- 三茶社（Xã Tam Trà）

## 经济
朱莱经济区位于成山县。

## 交通
成山县位于南北铁路、国道1号线上，又因奇河港口、三协港、茱莱机场建成而在广南省交通发展上处于领先地位。